# Pão-de-trovão

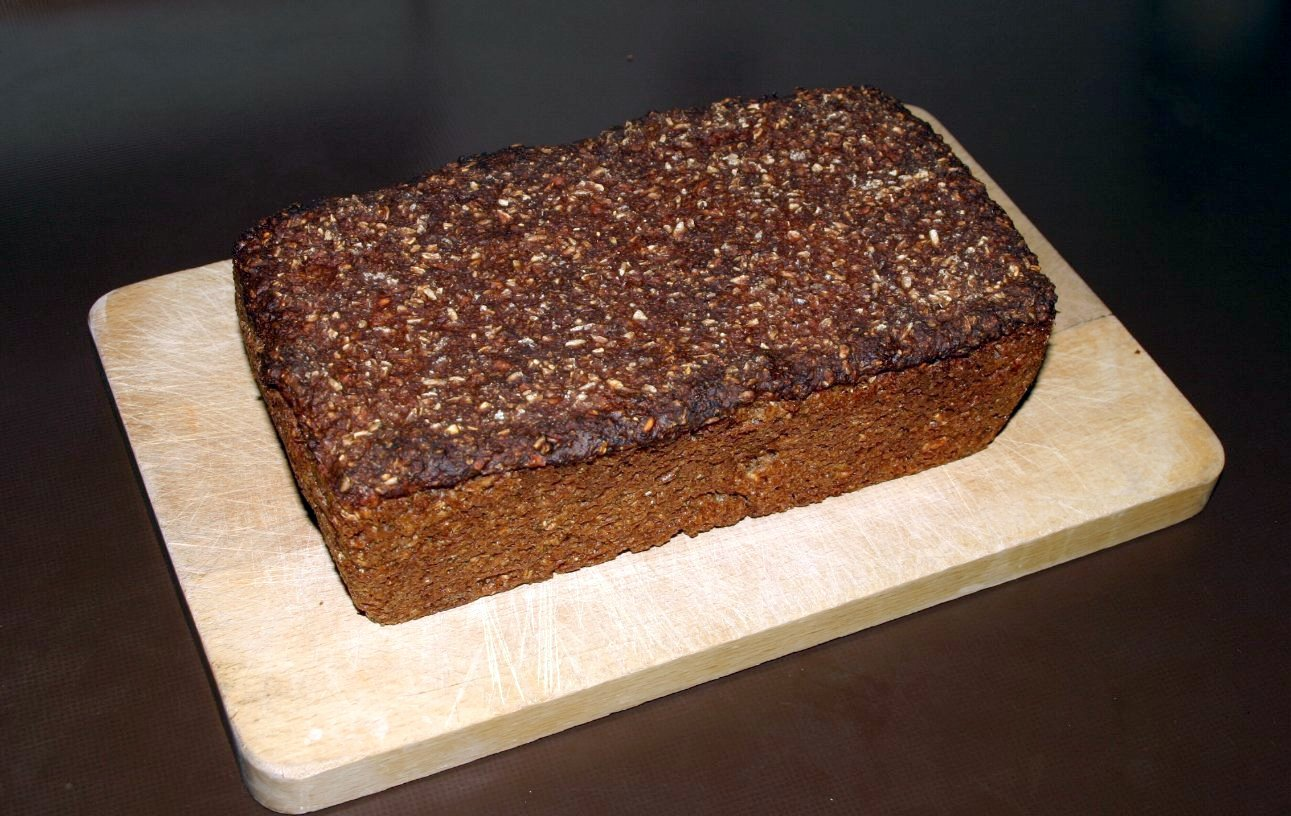
Pão de centeio caseiro

Pão de trovão (rúgbrauð) é um pão de centeio da Islândia que tradicionalmente era cozido dentro de fontes termais, num processo que podia levar 12 horas ou mais. 
O que se apresenta é uma receita para ser feita num “slow-cooker”, imitando as condições duma fonte termal. Mistura-se farinha de centeio, farinha de trigo, fermento, sal, açúcar mascavado e finalmente leite morno com melaço; trabalha-se a massa até ficar homogénea. Deita-se a massa em formas que se possam fechar, tendo o cuidado de deixar espaço para a massa crescer, e coze em banho-maria durante cerca de 4 horas.
O pão cozido deve ser servido imediatamente com manteiga, arenque curado, carnes frias ou queijo.